# Vardarac
Il vardarac o vardarat  è un vento proveniente da nord-ovest che discende dalle montagne verso le valli della Macedonia del Nord e interessa il Golfo di Salonicco e le aree limitrofe. Il nome origina dal fiume Vardar; il vento segue infatti la valle del fiume stesso, in Macedonia.
Ha caratteristiche simili alla bora e al maestrale; è più intenso in inverno quando la pressione atmosferica in Europa orientale è più elevata che nel mar Egeo.
Raggiunge talvolta anche le isole del Dodecaneso.